# Daniel Bernoulli
Pour les articles homonymes, voir Famille Bernoulli.
Daniel Bernoulli est un médecin, physicien et mathématicien suisse, né à Groningue le 8 février 1700, et mort à Bâle, le 17 mars 1782. 
Il est le fils de Jean Bernoulli, le neveu de Jacques Bernoulli et le frère de Nicolas Bernoulli et de Jean Bernoulli. 

## Biographie, travaux
Il étudie la médecine à Bâle (dès 1716), à Heidelberg (1718) et à Strasbourg (1719), puis  revient à Bâle en 1720 (docteur en médecine en 1721). N'ayant pu obtenir une chaire à Bâle, Bernoulli se rend à Venise en 1723 afin de poursuivre sa formation auprès du médecin Pietro Antonio Michelotti.
Il cultive à la fois les sciences mathématiques et les sciences naturelles, enseigne les mathématiques, l'anatomie, la botanique et la physique. Ami de Leonhard Euler, il travaille avec lui dans plusieurs domaines des mathématiques et de la physique, et partage avec lui dix fois le prix annuel de l'Académie des sciences de Paris, si bien qu'il s'en fait une sorte de revenu. Les différents problèmes qu'il tente de résoudre (théorie de l'élasticité, mécanisme des marées) le conduisent à s'intéresser et développer des outils mathématiques tels que les équations différentielles ou les séries. Il collabore également avec Jean le Rond d'Alembert dans l'étude des cordes vibrantes et avec Anna Barbara Reinhart. Il est le premier à utiliser un symbole (A.S.) pour désigner la fonction arc sinus.
Il passe quelques années à Saint-Pétersbourg, invité par Blümentrost de l'Académie, comme professeur de mathématiques, mais l'essentiel de sa carrière se déroule à l'université de Bâle où il enseigne successivement l'astronomie, la médecine et la philosophie. 
Il a été comme son père, membre associé étranger de l'Académie royale des sciences de Paris le 24 juin 1748, de l'Académie royale des sciences de Prusse, de la Royal Society de Londres, de l'Académie des sciences de l'institut de Bologne, de l'Académie des sciences de Saint-Pétersbourg, de l'Académie des sciences de Mannheim, fondée en 1763 par Charles Théodore de Bavière, de l'Académie des sciences de Turin, et de la Société économique de Berne, fondée en 1759 par Johann Rudolf Tschiffeli (1716-1780).

## Publications

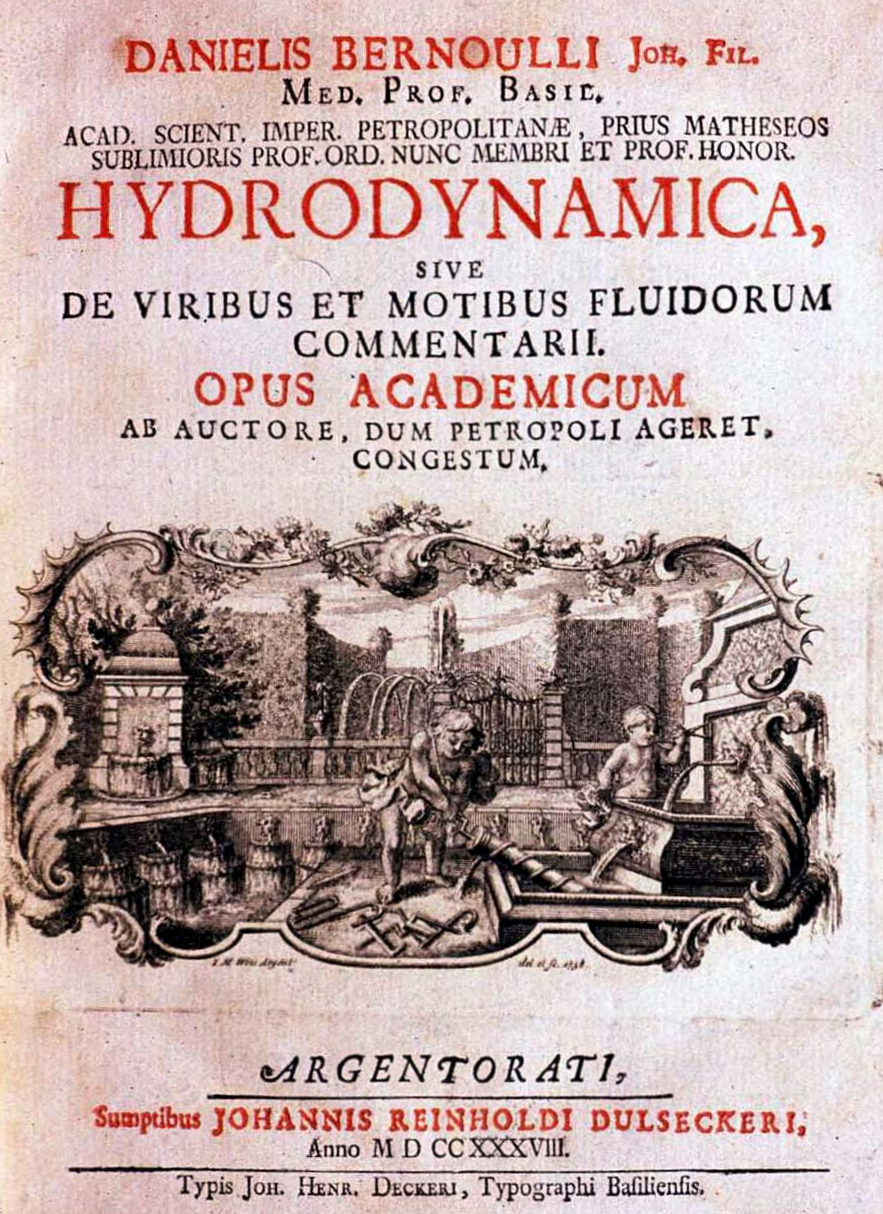
La couverture d'Hydrodynamica

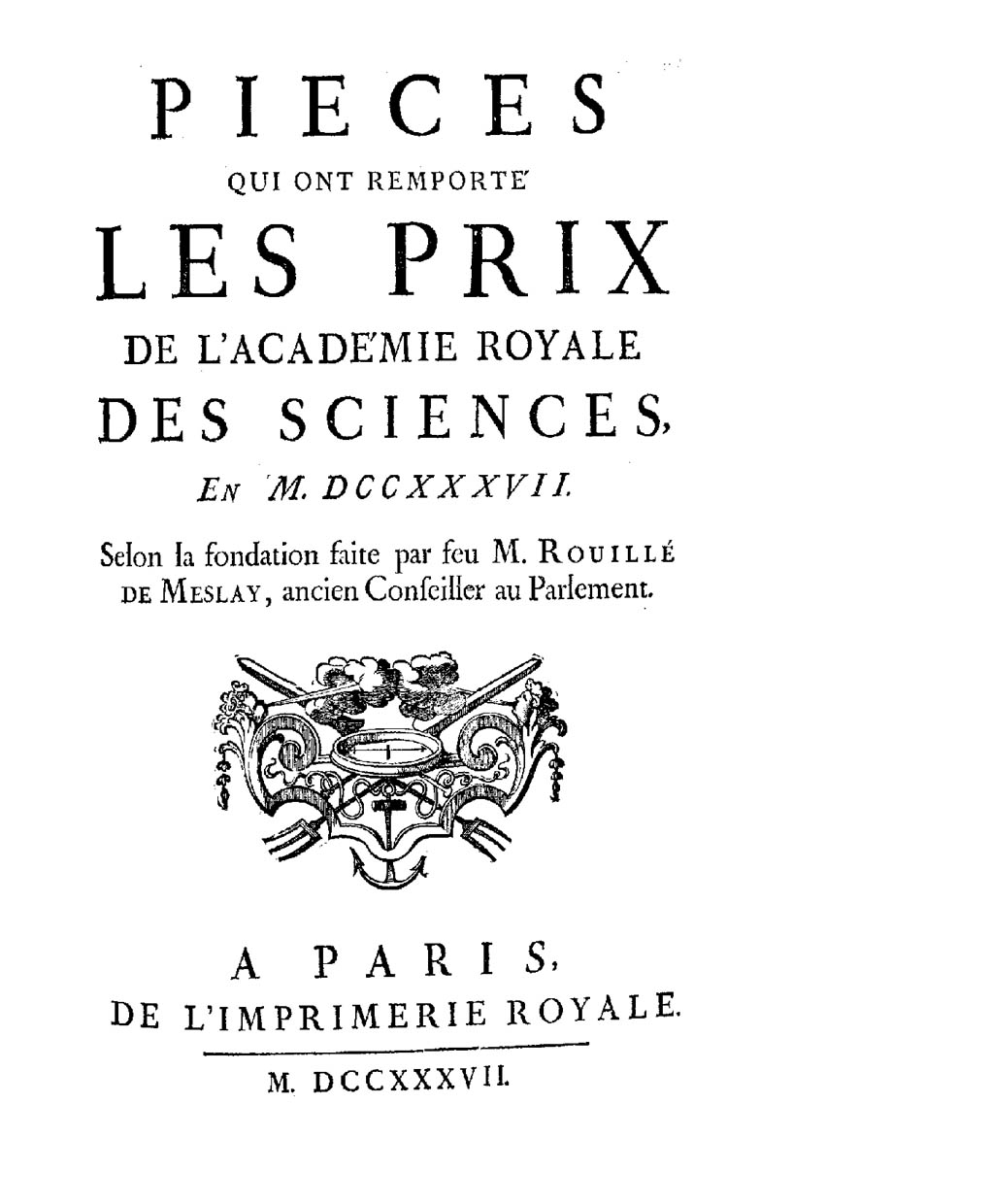
Pieces qui ont remporté le Prix double de l'Academie royale des sciences en 1737

- Hydrodynamica, sive de Viribus et Motibus Fluidorum commentarii. Opus Academicum… Strasbourg Dulsecker, 1738. Dans son Hydrodynamique, il montre l'importance du principe de la conservation de l'énergie, et expose les premiers éléments de la théorie cinétique des gaz. Les molécules gazeuses, en état d'agitation d'autant plus vive que la pression est plus élevée, heurtent les parois du récipient qui les contient ; la pression est le résultat de cette multitude de chocs[2]. On y trouve aussi un traité sur les marées et un travail sur les cordes vibrantes. Il expose aussi le théorème fondamental de la mécanique des fluides qui porte son nom : le théorème de Bernoulli.

- La même année, il publie aussi un essai de Théorie sur la mesure du risque[3], dans lequel il énonce le Paradoxe de Saint-Pétersbourg — né de discussions entre lui et son frère Nicolas — considéré aujourd'hui par certains économistes de la finance comme fondateur des bases de la théorie économique et financière de l'aversion au risque, la prime de risque et l'utilité, bien que ne traitant pas directement de ces questions[3].

- Essai d’une nouvelle analyse de la mortalité causée par la petite vérole, & des avantages de l’inoculation pour la prévenir (1760, publié en 1766)[4].

## Hommages
- Le Daniel Bernoulli : navire multifonctions de travaux sous-marins (de type pipe burying vessel), lancé en 2017, naviguant sous pavillon luxembourgeois[5].
- Son buste a été réalisé par Johann Friedrich Funk II.

#### Bases de données et dictionnaires
- Ressources relatives à la recherche :   - La France savante
  - Mathematics Genealogy Project
- Ressource relative à l'astronomie :   - Biographical Encyclopedia of Astronomers
- Ressource relative à la santé :   - Bibliothèque interuniversitaire de santé
- Ressource relative à la musique :   - Grove Music Online
- Ressource relative aux beaux-arts :   - British Museum
- Notices dans des dictionnaires ou encyclopédies généralistes :   - Biografisch Portaal van Nederland
  - Britannica
  - Den Store Danske Encyklopædi
  - Deutsche Biographie
  - Dictionnaire historique de la Suisse
  - Gran Enciclopèdia Catalana
  - Hrvatska Enciklopedija
  - Internetowa encyklopedia PWN
  - Nationalencyklopedin
  - Proleksis enciklopedija
  - Store norske leksikon
  - Visuotinė lietuvių enciklopedija
- Notices d'autorité :   - VIAF
  - ISNI
  - BnF (données)
  - IdRef
  - LCCN
  - GND
  - Italie
  - CiNii
  - Espagne
  - Belgique
  - Pays-Bas
  - Pologne
  - Israël
  - NUKAT
  - Catalogne
  - Suède
  - Vatican
  - Norvège
  - WorldCat
- Philosophiae Naturalis Principia Mathematica, Genevae, 1739-1742, à la Bibliothèque Nationale du Portugal